# Momo (album)
Momo  – debiutancki album studyjny polskiego zespołu muzycznego MoMo, który ukazał się 17 września 2013 roku nakładem wytwórni muzycznej Parlophone Music Poland (obecnie: Warner Music Poland).

## Historia albumu

### Realizacja

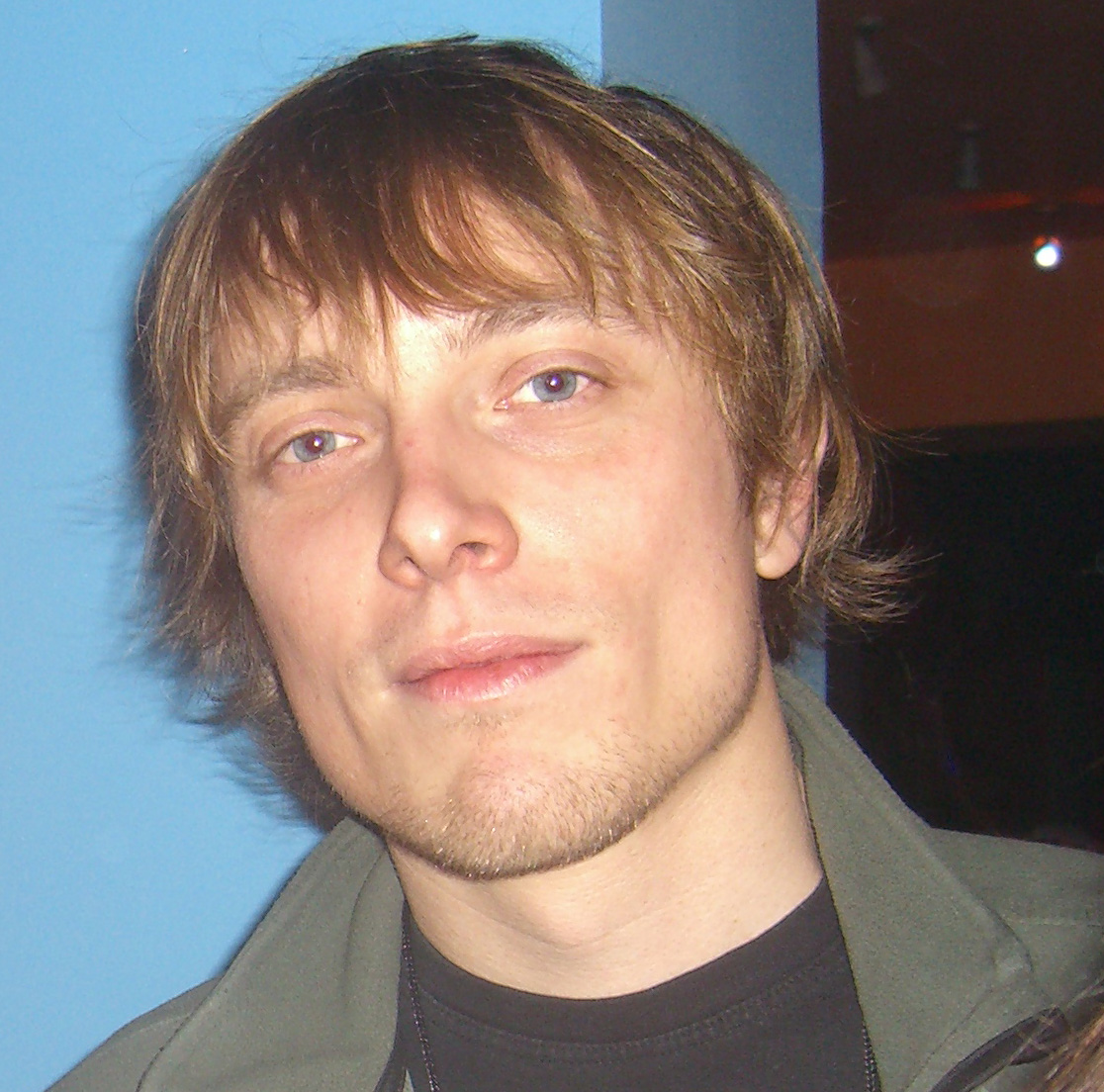
Michał Marecki, współzałożyciel zespołu i producent płyty (2006)

Realizacja albumu rozpoczęła się w 2012 roku w studiu S7 w Piasecznie, prace pod okiem Marcina Gajki zakończyły się w grudniu tego samego roku. Materiał na płytę powstawał także w warszawskim Hear Studio, we wrocławskim studio Srebrna oraz studiu Jacka „Perkoz” Perkowskiego, gitarzysty zespołu. Nagranie wokali zrealizowano w studiu Srebrna i warszawskim Studio Sonoria we współpracy z Karolem Mańkowskim oraz w Hear Studio w towarzystwie Radosława Kordkowskiego.
Za mastering materiału odpowiedzialny był Leszek Kamiński. Konsultacji produkcyjnych udzielił Jacek Wojcieszuk, który razem z Mańkowskim, Michałem Mareckim i Grzegorzem Rytką zajęli się edycją utworów.
Wokalistka zespołu, Anna Ołdak, skomentowała pracę nad albumem Momo słowami:

Tworząc album nic nie planowaliśmy, nawet tego, że wydamy to w dużej wytwórni. Myślę, że gdybyśmy założyli od początku to, dla kogo ma być ta płyta, o czym, czy na czasie (...), to nic byśmy nie zrobili... (...) Dlatego płyta MoMo jest bezpretensjonalna, bez kompleksów i trochę pod prąd, bo niekalkulowana.

Kompletnie nie kalkulowaliśmy w taki sposób, żeby to się zmieściło w tych trendach, które teraz są i żeby płyta trafiła do odpowiedniego targetu. (...) Nie umiałabym pisać płyty zastanawiając się, dla kogo ma być.

### Muzyka i teksty
Muzykę do wszystkich utworów z płyty skomponowali Michał Marecki i Anna Ołdak, która napisała także teksty do kilku propozycji we współpracy z Anną Saraniecką (odpowiedzialną za warstwę liryczną piosenek „Obietnice”, „Wiocha”, „Żona”, „Szafa”), Radosławem Łukasiewiczem z zespołu Pustki („Od dzisiaj”, „Film”), Pablopavo z grupy Vavamuffin („Nie muszę nic”), Janem Piętką („Wtedy, kiedy”) i Igorem Spolskim („Nie muszę nic”). Tekst utworu „Szafa” zwraca uwagę na problem braku tolerancji dla środowisk LGBT.

### Promocja
Na początku 2013 roku zespół wziął udział w przesłuchaniach do piątej edycji programu Must Be the Music. Tylko muzyka, podczas których wykonał swój debiutancki singiel zapowiadający płytę – „Od dzisiaj”. Grupa awansowała do rundy półfinałowej, w której zaprezentowała drugi utwór z albumu – „Obietnice”. W czerwcu zespół wystąpił na 50. Krajowym Festiwalu Piosenki Polskiej w Opolu w ramach konkursu SuperPremiery 2013, podczas którego zagrał kompozycję „Od dzisiaj”.
Wydawnictwo ukazało się 17 września 2013 roku nakładem wytwórni Parlophone Music Poland. W ramach promocji krążka zespół wystąpił jako gość muzyczny m.in. w programach Kuba Wojewódzki, Dzień Dobry TVN i Świat się kręci, gdzie został pierwszą grupą muzyczną, która zagrała w trakcie talk-show. Formacja zagrała także koncerty promocyjne w Krakowie i Warszawie (m.in. podczas corocznych Europejskich Targów Muzycznych organizowanych przez miesięcznik Co Jest Grane).

### Oprawa graficzna
Zdjęcia umieszczone na okładce albumu oraz w książeczce dołączonej do wydawnictwa wykonał Jacek Grabczewski. Wygląd okładki zaprojektował Jakub Czubak z We Love Music Studio.

## Recenzje
Zarówno przed premierą płyty, jak i jej wydaniu ukazało się kilka recenzji wydawnictwa. Szerszą recenzję Momo przygotował Leszek Biolik, kompozytor i członek zespołów Republika i Wilki, który napisał:

Jest to niezwykle dojrzały i wyrafinowany materiał muzyczny, pozostając przy tym bardzo przebojowym. Świetne kompozycje połączone z bardzo dobrą produkcją muzyczną powodują, iż płyta nabiera wartości wykraczającej znacznie ponad jeden sezon, co niestety ostatnio jest rzadkością. Mam wrażenie, iż jest to płyta, do której jeszcze za kilka lat będzie się chciało wracać.

Dziennikarz muzyczny Piotr Metz docenił zespół za warstwę tekstową krążka, zabawę gatunkiem i za dobrą, przemyślaną produkcję. Piotr Stelmach, prezenter Programu Trzeciego Polskiego Radia uznał album za świetną, popową płytę. To muzyka, której polskich reprezentantów w ostatnich latach trudno obronić, ale w Ich przypadku staję w pierwszym szeregu jako lobbysta. Wokalista Sidney Polak docenił płytę za bardzo fajne i świetnie skomponowane piosenki. Wróżę temu wydawnictwu spory sukces na polskim rynku wydawniczym, Muniek Staszczyk uznał ją za inteligentny, niegłupi, pogodny pop. Piosenkarka Marika uznała płytę za świeżą, mądrze zaśpiewaną, ubraną w smakowite dźwięki. Recenzenci pozytywnie oceniali materiał zawarty na płycie, docenili m.in. niebanalność tekstów, chwytliwe linie melodyczne, ciekawe instrumentalizacje, teksty mówiące o czymś i ciekawe rozwiązania aranżacyjne, a sam album uznali za naprawdę mocny debiut na polskim rynku muzyki pop.

## Lista utworów
Opracowano na podstawie materiału źródłowego.
| Nr  | Tytuł utworu    | Słowa                | Muzyka                     | Długość |
| --- | --------------- | -------------------- | -------------------------- | ------- |
| 1.  | „Od dzisiaj”    | Radosław Łukasiewicz | Anna Ołdak, Michał Marecki | 4:44    |
| 2.  | „Milczymy”      | Anna Ołdak           | Ołdak, Marecki             | 3:46    |
| 3.  | „Obietnice”     | Anna Saraniecka      | Ołdak, Marecki             | 3:49    |
| 4.  | „Film”          | Łukasiewicz          | Ołdak, Marecki             | 2:55    |
| 5.  | „Wiocha”        | Saraniecka           | Ołdak, Marecki             | 4:16    |
| 6.  | „Nie muszę nic” | Igor Spolski         | Ołdak, Marecki             | 4:10    |
| 7.  | „Wtedy, kiedy”  | Jan Piętka           | Ołdak, Marecki             | 3:34    |
| 8.  | „Żona”          | Saraniecka           | Ołdak, Marecki             | 4:06    |
| 9.  | „Sky”           | Ołdak                | Ołdak, Marecki             | 3:50    |
| 10. | „Szafa”         | Saraniecka           | Ołdak, Marecki             | 3:01    |
|     |                 |                      |                            | 38:11   |

## Twórcy
Opracowano na podstawie materiału źródłowego.
| Zespół MoMo w składzie - Anna Ołdak – wokal prowadzący, chórki - Michał Marecki – instrumenty klawiszowe, pianino, melodyka, gitara akustyczna, flet oraz - Tomasz Waldowski – perkusja - Jacek Perkowski – gitara elektryczna - Jacek Szafraniec – gitara basowa Dodatkowi muzycy - Bartek Wojciechowski – gitara basowa (bridge w utworze „Nie muszę nic”) - Grzegorz Rytka – saksofon - Przemysław Kostrzewa – trąbka - Dariusz Plichta – puzon - Sandra Kopijkowska – harfa (w utworze „Żona”) - Paweł „Pablopavo” Sołtys – gościnnie śpiew (w utworze „Nie muszę nic”) | Nagrania - Michał Marecki – produkcja muzyczna, aranżacja, edycje - Marcin Gajko – produkcja muzyczna, aranżacja - Leszek Kamiński – mastering - Karol Mańkowski – realizator nagrań wokali, edycje - Radosław Kordowski – realizator nagrań wokali - Jacek Wojcieszuk – konsultacje produkcyjne, edycje - Grzegorz Rytka – edycje Pozostali - Radosław Łukasiewicz – słowa - Anna Saraniecka – słowa - Igor Spolski – słowa - Jan Piętka – słowa - Jacek Grabczewski – fotografie - Jakub Czubak – projekt okładki |